# Jean-Marc Manfrin
Jean-Marc Manfrin  (né le 4 mars 1963 à Toulouse) est un coureur cycliste professionnel français.

## Palmarès sur route
- 1981
  - 2e du championnat de France sur route juniors
- 1982
  - Grand Prix Pierre-Pinel (à Montastruc-la-Conseillère)
  - 2e du Grand Prix de l'Indépendant
- 1983
  - 3e étape du Circuit de Saône-et-Loire
- 1984
  - La Tramontane
  - 2e de la Ronde du Vélo d'or
  - 2e du Grand Prix de l'Indépendant
- 1985
  - Flèche d'or européenne (avec Jonas Tägström)
  - 2e du championnat de France du contre-la-montre par équipes
- 1986
  - 8e étape du Tour de la Communauté européenne
- 1987
  - 2e de Paris-Bourges
- 1988
  - Classement général du Tour du Limousin
  - 2e de la Route du Pays basque
- 1989
  - 4e étape du Grand Prix du Midi libre (à Bagnols-sur-Cèze)

## Palmarès sur piste

### Championnats de France
- 1985
  -  Champion de France de poursuite par équipes amateurs
  - 2e de la poursuite amateurs

### Championnats régionaux
- 1985
  - Champion d'Île-de-France de poursuite